# Vodoprávní úřad
Vodoprávní úřad je v Česku orgánem státní správy, který vykonává činnosti podle zákonů č. 254/2001 Sb. (vodní zákon), č. 274/2001 Sb. (zákon o vodovodech a kanalizacích) a  č. 183/2006 Sb. (stavební zákon).
Vodoprávní úřady podle vodního zákona zřizují obce, újezdní úřady na území vojenských újezdů, obecní úřady obcí s rozšířenou přenesenou působností, kraje a ministerstva. Ministerstva zřizují tzv. ústřední vodoprávní úřady.
Vodoprávní úřad působí jako speciální stavební úřad, který vykonává působnost stavebního úřadu pro vodní díla. Jeho postavební speciálního stavebního úřadu upravuje § 15 stavebního zákona.

## Ústřední vodoprávní úřady
Nejvyšší úroveň státní správy na úseku vodního hospodářství je založena na sdílení kompetencí mezi čtyřmi ministerstvy, které zřizují ústřední vodoprávní úřady. Jsou to Ministerstvo zemědělství, Ministerstvo životního prostředí, Ministerstvo dopravy a Ministerstvo obrany.
- Ministerstvo životního prostředí působí jako ústřední vodoprávní úřad v oblasti ochrany množství a jakosti vod, zjišťování a hodnocení stavu vod, zneškodňování havárií, plnění úkolů ze vztahu k EU v oblasti ochrany vod atd.
- Ministerstvo dopravy působí jako ústřední vodoprávní úřad v záležitostech užívání povrchových vod k plavbě.
- Ministerstvo obrany působí jako ústřední vodoprávní úřad na území vojenských újezdů.
- Ústřední vodoprávní úřad Ministerstva zemědělství vykonává zbytkové kompetence pro všechny oblasti státní správy, u kterých není působnost zákonem stanovena pro předchozí tři ministerstva.